# Stomphastis horrens
Stomphastis horrens là một loài bướm đêm thuộc họ Gracillariidae. Nó được tìm thấy ở Ethiopia.